# Мель (Гродненская область)
Мель (бел. Мель, пол. Miel) — хутор в Сморгонском районе Гродненской области Белоруссии.
Входит в состав Жодишковского сельсовета.
Расположен в северной части района на левом берегу реки Вилия. Расстояние до районного центра Сморгонь по дороге — 23 км, до центра сельсовета агрогородка Жодишки по прямой — чуть менее 3,5 км. Ближайшие населённые пункты — Боровые, Осинишки, Плавушка.
Согласно переписи население Мели в 1999 году насчитывало 5 человек.
Через хутор проходит грунтовая автомобильная дорога местного значения Н7967 Жодишки — Мель.
Неподалёку от хутора, на берегу Вилии находятся руины железнодорожного моста и переправы времён Первой мировой войны.
К югу от Мели располагается территория ландшафтно-ботанического заказника «Голубые озёра».